# José María Pons Irazazábal
José María Pons Irazazábal (* 12. April 1948 in Palma) ist ein spanischer Jurist und Diplomat im Ruhestand.
Er schloss sein Studium der Rechtswissenschaft 1974 ab. Im gleichen Jahr trat er in den diplomatischen Dienst ein und war an den Botschaften in Warschau und Bern tätig. Seit Juni 1985 arbeitete er als Vortragender Rat zuständig für die Beziehungen mit der EU im Regierungskabinett von Felipe González. Im Juli 1989 wurde er zum Büroleiter von Enrique Barón Crespo, dem Präsidenten des EU-Parlaments ernannt. Ab April 1991 leitete er im Regierungskabinett von Felipe Gonzalez die Abteilung Internationales.
Am 5. August 1995 wurde er zum spanischen Botschafter in den Niederlanden ernannt. Am 2. Februar 2001 wurde er Botschafter in Dänemark, ab April 2001 zuständig auch für die Republik Litauen. Von 2004 bis 2008 leitete er im Außenministerium die Abteilung Europa und Nordamerika. Im Juli 2005 wurde er zum bevollmächtigten Botschafter zweiter Klasse befördert.
Von 27. Juni 2008 bis 27. Juli 2010 war er Botschafter in Wien.
| Vorgänger                        | Amt                                                                     | Nachfolger                         |
| -------------------------------- | ----------------------------------------------------------------------- | ---------------------------------- |
| Rafael Pastor Ridruejo           | Spanischer Botschafter in Den Haag 5. August 1995 – 2. Februar 2001     | Carlos Manuel de Benavides y Salas |
| José Luis Pardos Pérez           | Spanischer Botschafter in Kopenhagen 3. Februar 2001 – 7. November 2003 | Carlos Bárcena Portolés            |
| Juan Manuel de Barandica y Luxán | Spanischer Botschafter in Wien 27. Juni 2008 – 27. Juli 2010            | Yago Pico de Coaña                 |